# Mittenaar
Mittenaar ist eine Gemeinde im mittelhessischen Lahn-Dill-Kreis.

## Geographie

### Geographische Lage
Mittenaar liegt in der Hörre, einem stark bewaldeten und bis 445 m hohen Höhenzug und Unter-Naturraum des Gladenbacher Berglandes.

### Ausdehnung des Gebiets

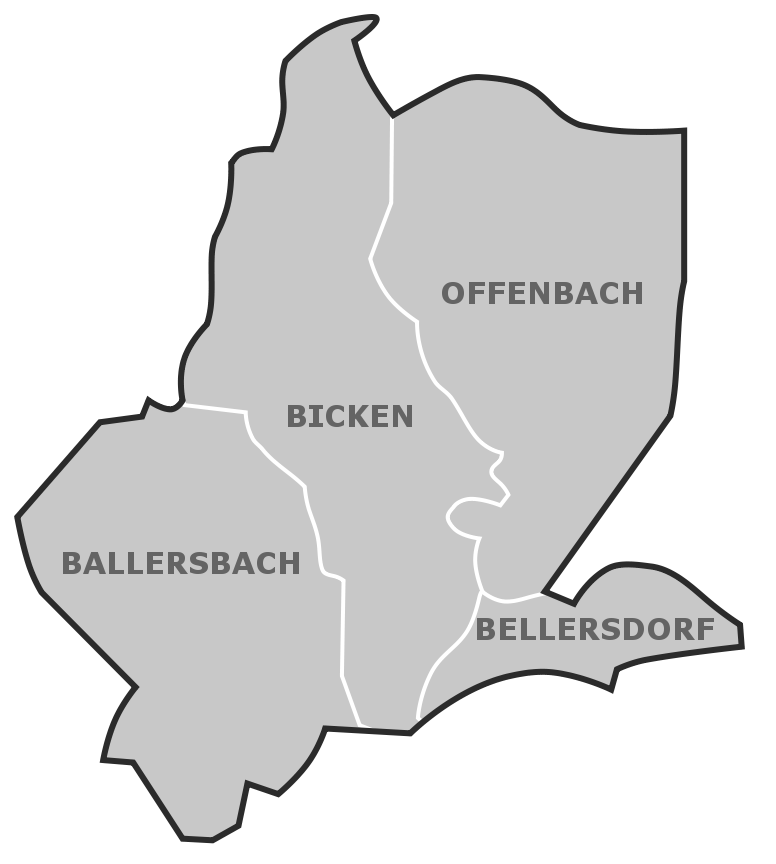
Ortsteile von Mittenaar

Auf 3518 ha wohnen über 5000 Menschen. Rund 45 km Straßen verbinden die Ortsteile. Der Waldanteil in der Gemarkung beläuft sich auf über 50 %.

### Nachbargemeinden
Mittenaar grenzt im Norden an die Gemeinde Siegbach, im Nordosten an die Gemeinde Bischoffen, im Osten an die Gemeinde Hohenahr, im Südosten an die Stadt Aßlar, im Süden an die Gemeinde Ehringshausen, im Südwesten an die Gemeinde Sinn sowie im Westen an die Stadt Herborn (alle im Lahn-Dill-Kreis).

### Gliederung
Die Gemeinde besteht aus den Ortsteilen Ballersbach, Bellersdorf, Bicken (Sitz der Gemeindeverwaltung) und Offenbach.

## Geschichte
Die Gemeinde Mittenaar entstand zum 31. Dezember 1971 im Zuge der Gebietsreform in Hessen durch den freiwilligen Zusammenschluss der bis dahin selbstständigen Gemeinden Ballersbach, Bicken und Offenbach. Bellersdorf wurde zum 1. April 1972 auf freiwilliger Basis eingemeindet. Ortsbezirke nach der Hessischen Gemeindeordnung wurden nicht errichtet.

## Politik

### Gemeindevertretung
Die Kommunalwahl am 14. März 2021 lieferte folgendes Ergebnis, in Vergleich gesetzt zu früheren Kommunalwahlen:
| Sitzverteilung in der Gemeindevertretung 2021Insgesamt 23 Sitze - SPD: 11 - Grüne: 3 - FDP: 2 - CDU: 7 | Parteien und Wählergemeinschaften | Parteien und Wählergemeinschaften                    | 2021  | 2021  | 2016  | 2016  | 2011  | 2011  | 2006  | 2006  | 2001  | 2001  |
| Sitzverteilung in der Gemeindevertretung 2021Insgesamt 23 Sitze - SPD: 11 - Grüne: 3 - FDP: 2 - CDU: 7 | Parteien und Wählergemeinschaften | Parteien und Wählergemeinschaften                    | %     | Sitze | %     | Sitze | %     | Sitze | %     | Sitze | %     | Sitze |
| Sitzverteilung in der Gemeindevertretung 2021Insgesamt 23 Sitze - SPD: 11 - Grüne: 3 - FDP: 2 - CDU: 7 | SPD                               | Sozialdemokratische Partei Deutschlands              | 47,6  | 11    | 47,9  | 11    | 40,0  | 9     | 51,1  | 12    | 58,3  | 14    |
| Sitzverteilung in der Gemeindevertretung 2021Insgesamt 23 Sitze - SPD: 11 - Grüne: 3 - FDP: 2 - CDU: 7 | CDU                               | Christlich Demokratische Union Deutschlands          | 28,9  | 7     | 25,2  | 6     | 30,1  | 7     | 34,9  | 8     | 27,2  | 6     |
| Sitzverteilung in der Gemeindevertretung 2021Insgesamt 23 Sitze - SPD: 11 - Grüne: 3 - FDP: 2 - CDU: 7 | Grüne                             | Bündnis 90/Die Grünen                                | 12,1  | 3     | 9,1   | 2     | 18,4  | 4     | —     | —     | —     | —     |
| Sitzverteilung in der Gemeindevertretung 2021Insgesamt 23 Sitze - SPD: 11 - Grüne: 3 - FDP: 2 - CDU: 7 | FDP                               | Freie Demokratische Partei                           | 11,4  | 2     | 8,5   | 2     | 3,9   | 1     | —     | —     | —     | —     |
| Sitzverteilung in der Gemeindevertretung 2021Insgesamt 23 Sitze - SPD: 11 - Grüne: 3 - FDP: 2 - CDU: 7 | FWG                               | Freie Wählergemeinschaft                             | —     | —     | 9,3   | 2     | 7,6   | 2     | 11,7  | 3     | 14,5  | 3     |
| Sitzverteilung in der Gemeindevertretung 2021Insgesamt 23 Sitze - SPD: 11 - Grüne: 3 - FDP: 2 - CDU: 7 | WASG                              | Arbeit & soziale Gerechtigkeit – Die Wahlalternative | —     | —     | —     | —     | —     | —     | 2,3   | 0     | —     | —     |
| Sitzverteilung in der Gemeindevertretung 2021Insgesamt 23 Sitze - SPD: 11 - Grüne: 3 - FDP: 2 - CDU: 7 | Gesamt                            | Gesamt                                               | 100,0 | 23    | 100,0 | 23    | 100,0 | 23    | 100,0 | 23    | 100,0 | 23    |
| Sitzverteilung in der Gemeindevertretung 2021Insgesamt 23 Sitze - SPD: 11 - Grüne: 3 - FDP: 2 - CDU: 7 | Wahlbeteiligung in %              | Wahlbeteiligung in %                                 | 49,3  | 49,3  | 48,4  | 48,4  | 47,7  | 47,7  | 46,4  | 46,4  | 51,8  | 51,8  |

### Bürgermeister
Nach der hessischen Kommunalverfassung wird der Bürgermeister für eine sechsjährige Amtszeit gewählt, seit dem Jahr 1993 in einer Direktwahl, und ist Vorsitzender des Gemeindevorstands, dem in der Gemeinde Mittenaar dem Bürgermeister ehrenamtlich ein Erster Beigeordneter und acht weitere Beigeordnete angehören. Bürgermeister ist seit dem 21. Oktober 2013 Markus Deusing (SPD). Die Ernennung seines Amtsvorgängers Gerrit Klingelhöfer, der am 1. April 2013 das Amt angetreten hatte, war von der Gemeindevertretung einen Monat später widerrufen worden, weil er, wie sich nach und nach herausstellte, als Kassenleiter der benachbarten Gemeinde Ehringshausen zwischen 2004 und 2012 insgesamt rund 65.000 Euro veruntreut hatte. Der Erste Beigeordnete Helmut Goos (SPD) leitete danach die Gemeindeverwaltung kommissarisch und die Wahl des neuen Bürgermeisters musste vorgezogen werden. Markus Deusing erhielt am 13. Oktober 2013 im ersten Wahlgang bei 77,6 Prozent Wahlbeteiligung 52,1 Prozent der Stimmen. Es folgte eine Wiederwahl ohne Gegenkandidaten im Mai 2019.
Amtszeiten der Bürgermeister
- 2013–2025 Markus Deusing (SPD)
- 2013–2013 Gerrit Klingelhöfer[9]
- 1995–2013 Hermann Steubing (SPD)
- 1972–1995 Willi Theis

### Wappen
Beschreibung:
In schwarz ein goldener schräglinker Wellenbalken oben begleitet von einem goldenen (gelben) Kleeblatt. Unten zwei silberne Balken.
Das Wappen zeigt neben dem Wellenbalken als Symbol für die das Gemeindegebiet durchfließende Aar, zwei Wappensymbole ehemaliger adeliger Familien, die im Gemeindegebiet begütert waren: das Kleeblatt für die Herren von Dernbach (Alt-Dernbach = Herborn-Seelbach) und die zwei Balken der Herren von Bicken (s. o.).

## Bevölkerung

### Einwohnerstruktur 2011
Nach den Erhebungen des Zensus 2011 lebten am Stichtag dem 9. Mai 2011 in Mittenaar 4920 Einwohner.
Nach dem Lebensalter waren 849 Einwohner unter 18 Jahren, 2051 zwischen 18 und 49, 1003 zwischen 50 und 64 und 1005 Einwohner waren älter.
Unter den Einwohnern waren 196 (4,0 %) Ausländer, von denen 60 aus dem EU-Ausland, 119 aus anderen europäischen Ländern und 15 aus anderen Staaten kamen. 
Die Einwohner lebten in 2054 Haushalten. Davon waren 530 Singlehaushalte, 587 Paare ohne Kinder und 738 Paare mit Kindern, sowie 172 Alleinerziehende und 28 Wohngemeinschaften. In 425 Haushalten lebten ausschließlich Senioren und in 1322 Haushaltungen lebten keine Senioren.

### Einwohnerentwicklung
| Mittenaar: Einwohnerzahlen von 1972 bis 2020                        | Mittenaar: Einwohnerzahlen von 1972 bis 2020 | Mittenaar: Einwohnerzahlen von 1972 bis 2020 | Mittenaar: Einwohnerzahlen von 1972 bis 2020 | Mittenaar: Einwohnerzahlen von 1972 bis 2020 |
| ------------------------------------------------------------------- | -------------------------------------------- | -------------------------------------------- | -------------------------------------------- | -------------------------------------------- |
| Jahr                                                                |                                              |                                              |                                              | Einwohner                                    |
| 1972                                                                | 1972                                         |                                              | 4.814                                        | 4.814                                        |
| 1980                                                                | 1980                                         |                                              | ?                                            | ?                                            |
| 1990                                                                | 1990                                         |                                              | ?                                            | ?                                            |
| 2000                                                                | 2000                                         |                                              | ?                                            | ?                                            |
| 2010                                                                | 2010                                         |                                              | 4.927                                        | 4.927                                        |
| 2011                                                                | 2011                                         |                                              | 4.920                                        | 4.920                                        |
| 2015                                                                | 2015                                         |                                              | 4.850                                        | 4.850                                        |
| 2020                                                                | 2020                                         |                                              | 4.717                                        | 4.717                                        |
| Quelle(n): Gemeinde Mittenaar; Statistische Bibliothek; Zensus 2011 |                                              |                                              |                                              |                                              |

### Historische Religionszugehörigkeit
| • 1987: | 3874 evangelische (= 80,9 %), 470 katholische (= 9,8 %), 447 sonstige (= 9,3 %) Einwohner   |
| • 2011: | 3360 evangelische (= 68,5 %), 470 katholische (= 9,6 %), 1072 sonstige (= 21,9 %) Einwohner |

## Kultur und Sehenswürdigkeiten

### Musik
Am 9. Dezember 1950 wurde der Spielmannszug Bicken gegründet, seit 1967 ist dieser als Musikzug Bicken bekannt. Das Repertoire wird von böhmisch-mährischer Blasmusik bestimmt.
Der Jugendchor „Young Voices Mittenaar“ wurde im Januar 2000 durch eine Initiative von drei Chören, MGV 1861 Ballersbach, GV Sängervereinigung 1860 Bicken und GV Eintracht Offenbach, ins Leben gerufen. Das Repertoire umfasst Spirituals, Gospels, Evergreens und modernere Stücke.

### Regelmäßige Veranstaltungen
- Haahepper (Freitag und Samstag am letzten Wochenende im Juli)
- Maibaumfest (30. April Offenbach,  Bicken und Bellersdorf)
- Aartal-Gruppenkonzert der Aartalchöre (alle 2 Jahre)
- Weihnachtsmarkt in Bicken (Samstag vor dem 1. Advent)

## Persönlichkeiten

### Söhne und Töchter der Gemeinde
- Johann Heinrich Alsted (* Mitte März 1588 in Ballersbach, † 9. November 1638 in Weißenburg (heute Alba Iulia), Rumänien), war reformierter Theologe und Polyhistor
- Adolf Stahl (* 21. Oktober 1884 in Bicken; † 20. Mai 1960 in Hamburg), evangelischer Theologe
- Hans Friedhelm Gaul (* 19. November 1927 in Bicken), Jurist und Hochschullehrer